# (4402) Tsunemori
(4402) Tsunemori (1987 DP) – planetoida z pasa głównego asteroid okrążająca Słońce w ciągu 4,92 lat w średniej odległości 2,89 j.a. Odkryta 25 lutego 1987 roku.